# Parc national de Lierne
Le parc national de Lierne est un parc national dans le comté et région de Trøndelag créé en 2004 en Norvège. Le parc couvre 333 kilomètres carrés de terres le long de la frontière avec la Suède. Il recouvre une région montagneuse, riche en espèces animales tels que des lynx, des gloutons et des ours. Le rare renard arctique vit également dans la région. 

## Description
Le parc se trouve à l’est des zones peuplées de Lierne, à environ 12 kilomètres au sud-est du village de Sandvika et à environ 6 kilomètres au nord-est du village de Mebygda.
Une grande partie de la terre s’est formée au cours de la dernière période glaciaire. Il y a de nombreux sommets de plus de 1 000 mètres au-dessus du niveau de la mer, dont le plus haut est Hestkjøltopp avec 1 390 mètres. Il existe de nombreuses zones humides avec de grands marécages et des forêts ouvertes. 

## Galerie

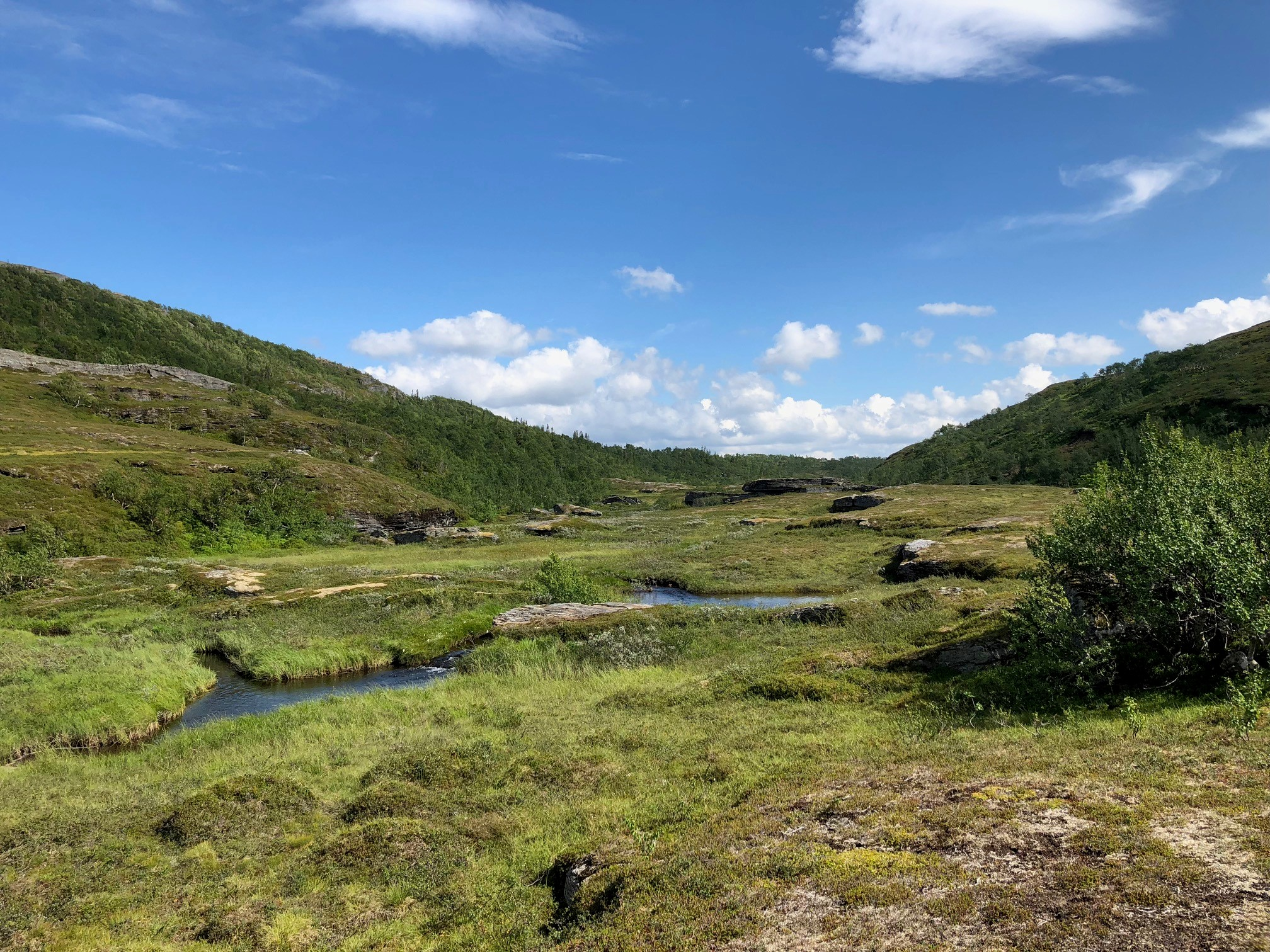
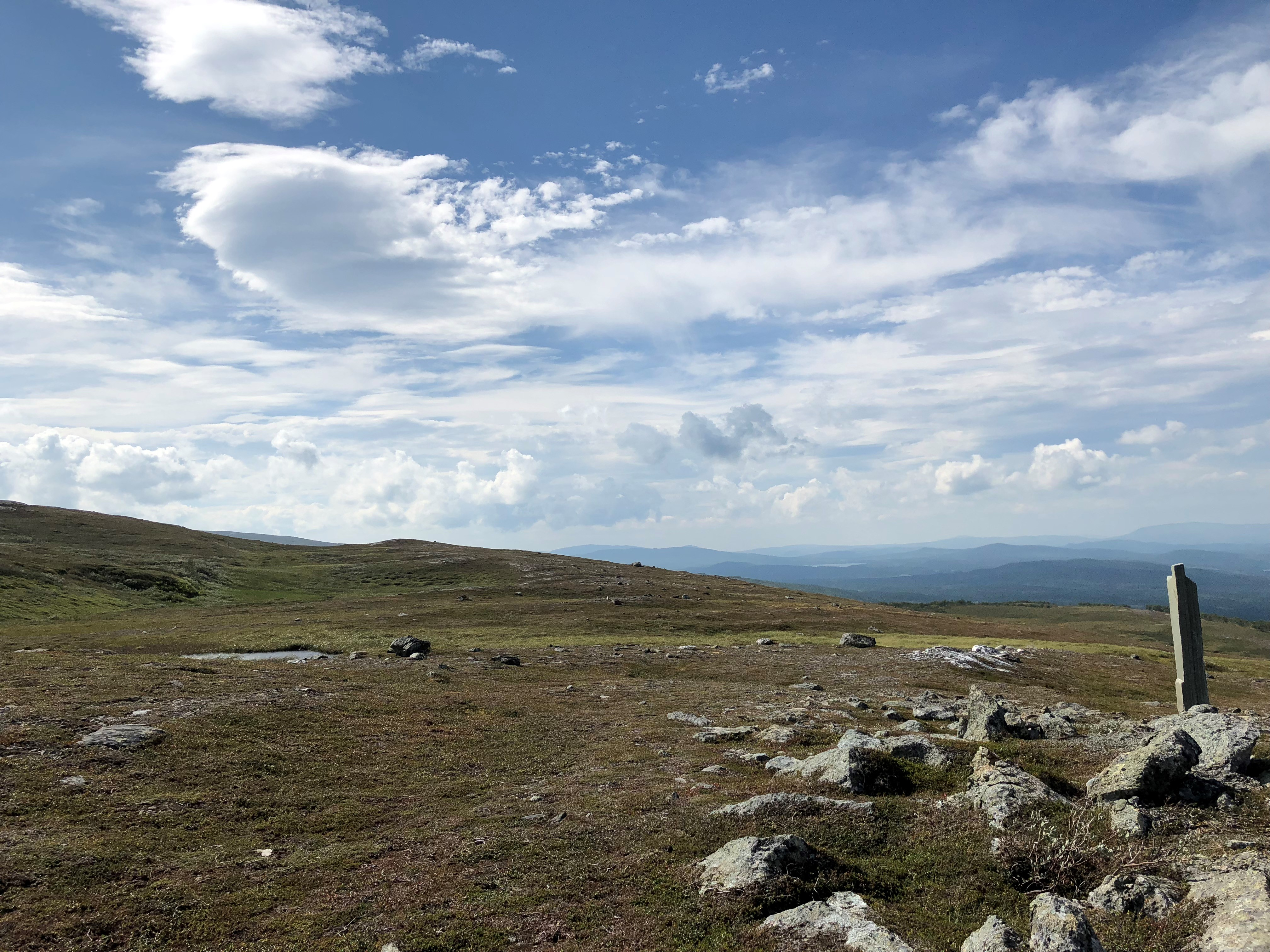
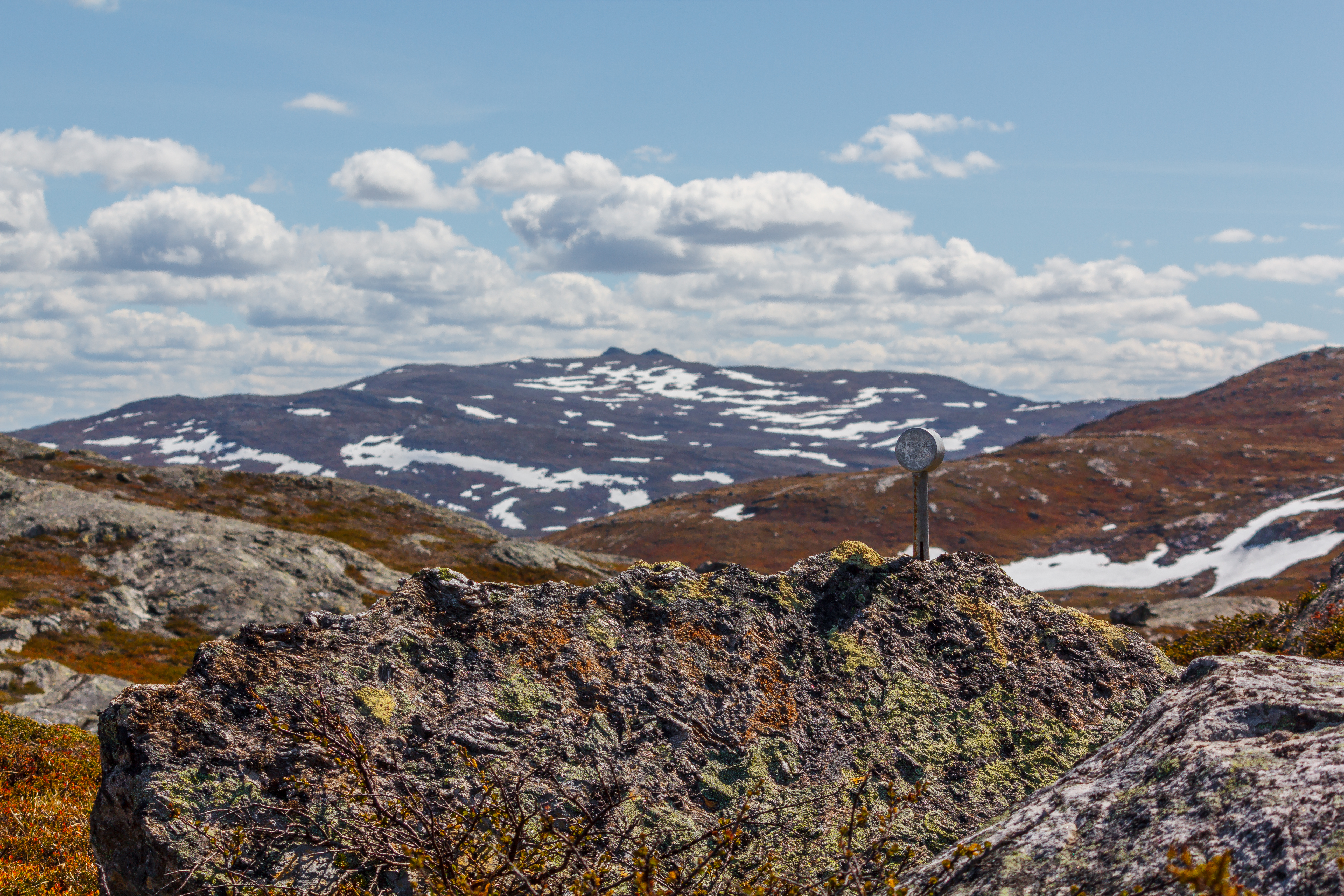